# Український історичний журнал
«Украї́нський істори́чний журна́л» (УІЖ) — науковий часопис, орган Інституту історії України та Інституту політичних та етнонаціональних досліджень НАН України. Виходить у Києві з липня 1957, розповсюджується у більш ніж 70 країнах світу.
Часопис велику увагу приділяє проблемам історії України, всесвітньої історії, питанням змісту і методики викладання історії в навчальних закладах країни. Матеріали, що публікуються у журналі в останні роки, подаються в контексті нового осмислення історії українського народу. Наукові статті та документальні матеріали переважно висвітлюють ті сторінки історії, які тривалий час з ідеологічних міркувань розглядались поверхово, замовчувалися або свідомо перекручувалися. У журналі друкуються дискусійні матеріали, обговорення яких допоможе визначити точніші концептуальні лінії у висвітленні цілих напрямів історії України.
Журнал має постійні розділи: статті, повідомлення, замітки на допомогу вчителеві історії, огляд джерел та літератури, хроніка, інформація тощо. Автори публікацій — відомі фахівці з проблем історії України та всесвітньої історії. Серед них не лише відомі дослідники з України, а й вчені з інших країн (США, Канади, Франції, Німеччини, Великої Британії, Чехії, Словаччини, Болгарії, Польщі, Росії, Білорусі тощо).

## Історія
Журнал заснований у 1957 році як друкований орган Інституту Історії АН УРСР й Інституту Історії Партії при ЦК КПУ. Виходив з 1957 як двомісячник, у 1960—1980-х роках — раз на місяць, у 1990-ті роки — раз на два місяці.
Будучи єдиним історичним журналом в УРСР, УІЖ був якоюсь мірою провінційним відповідником кількох центральних історичних журналів: «Вопросы истории», «История СССР», «Вопросы истории КПСС», «Вестник древней истории» й інших. Тематично журнал присвячений переважно радянському періодові, соціально-економічній історії й робітничому рухові 19—20 століть, лише побіжно козацькій добі чи історії культури. Княжий період у принципі вилучений з трактування УІЖ. Мінімально розглядається світова історія. Ідеологічно й концепційно всі публіковані матеріали витримані в дусі марксизму-ленінізму при суворому збереженні партійної лінії щодо національної політики в Україні.
За 1960-х років були намагання поширити тематику й частково реабілітувати проскрибоване історичне минуле («білі плями в українській історії»), але незабаром їх припинено. Лише кількох дореволюційних істориків (О. Лазаревського, Д. Яворницького, С. Подолинського, Олександру Єфименко, М. Драгоманова тощо) частково приєднано до офіційно визнаної історіографії.
З середини 1970-х pp. УІЖ перебуває під суворим контролем партії; в його редакції, як і в Інституті Історії АН УРСР, проведено чистку. У зв'язку з цим УІЖ не виявляв тенденції до професійного зростання й тематичного збагачення. Стандартні розділи УІЖ: статті, повідомлення, замітки, методичні питання («на допомогу викладачеві історії»), документи і матеріали, історичні календарі, джерелознавство, рецензії, хроніка тощо.

## Головні редактори
- Федір Павлович Шевченко (1957—1967, 1968—1972)
- Кузьма Кіндратович Дубина (1967)
- Павло Михайлович Калиниченко (1972—1979)
- Юрій Юрійович Кондуфор (1979—1988)
- Михайло Васильович Коваль (1988—1994)
- Валерій Андрійович Смолій (з 1995)

## Наукова рада
Станом на 2017 рік, наукова рада журналу складається з 11 членів:
| - Андреа Ґраціозі (Неаполь, Італія), - Зенон Когут (Едмонтон, Канада), - Володимир Литвин (Київ, Україна), - Сергій Плохій (Кембридж, США), - Анджей Поппе (Варшава, Польща), - Олег Рафальський (Київ, Україна), | - Володимир Репринцев (Київ, Україна), - Валерій Степанков (Кам'янець-Подільський, Україна), - Тетяна Таїрова-Яковлева (Санкт-Петербург, Росія), - Петро Толочко (Київ, Україна), - Борис Флоря (Москва, Росія). |

Колишні члени наукової ради:
Любомир Винар, Ярослав Ісаєвич, Юрій Левенець, Павло Сохань, Петро Тронько.